# Новосавицкая (станция)
Новосавицкая — железнодорожная станция Приднестровской железной дороги, де-факто действующей отдельно от Молдавской железной дороги, расположенная в Слободзейском районе Приднестровской Молдавской Республики. Посёлок при железнодорожной станции относится к Фрунзевскому сельсовету вместе с сёлами Фрунзе, Новокотовск, Новая Андрияшевка, Приозёрное, Старая Андрияшевка и Уютное.

## Деятельность
Является пограничной станцией ПМР, стыковой с Одесской железной дорогой УкрЗализницы. До 1992 года имелось пассажирское сообщение с Молдовой и Украиной (курсировал дизельный экспресс Кишинёв — Одесса; поезд по данному маршруту курсирует и сейчас, но не делает остановок на станции Новосавицкая). В 2008 году открылась ветка к станции Ливада.

## Известные уроженцы
В железнодорожном посёлке станции Новосавицкая родились:
- видный деятель подпольного коммунистического движения Бессарабии Павел Дмитриевич Ткаченко (Антипов)
- приднестровский государственный деятель Станислав Иванович Мороз